# Charles Sargeant Jagger

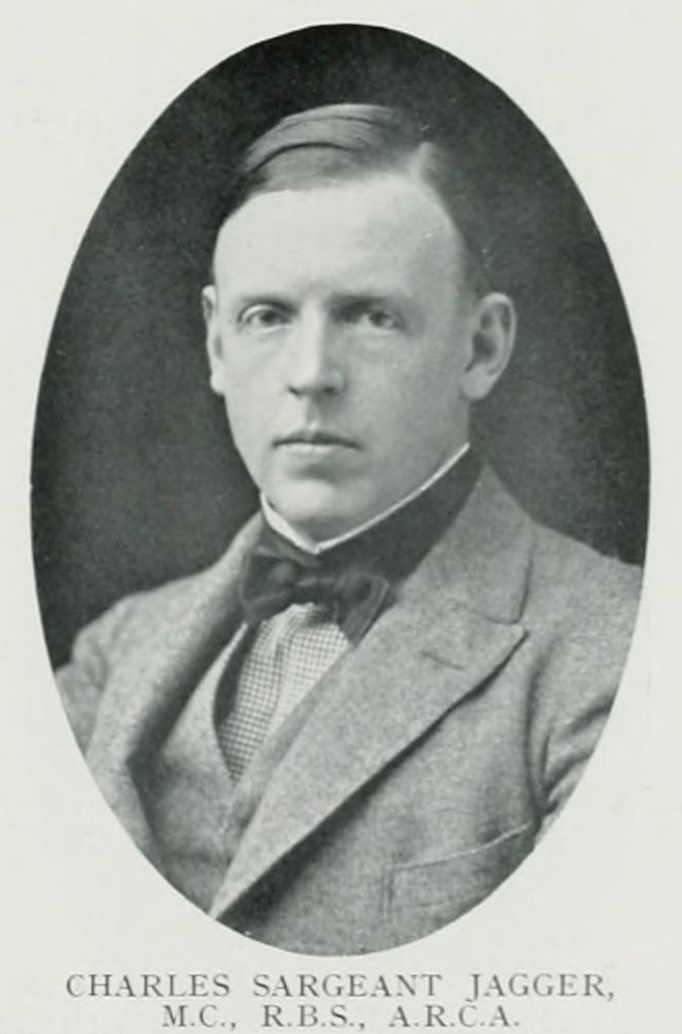
Porträt von Charles Sargeant Jagger, aus Notable Londoners (1922), London: London Publishing Agency, Seite 15

Charles Sargeant Jagger (* 17. Dezember 1885 in Kilnhurst, Yorkshire, England; † 16. November 1934 in London, England) war ein britischer Bildhauer, der vor allem durch seine realistischen Kriegsdenkmäler nach dem Ersten Weltkrieg bekannt wurde.

## Leben
Charles Sargeant Jagger wurde als Sohn eines Bergwerksdirektors geboren und begann im Alter von 14 Jahren eine Ausbildung zum Metallgraveur bei Mappin & Webb in Sheffield. Er studierte an der Sheffield School of Art und später am Royal College of Art in London bei Édouard Lantéri. 1914 gewann er den British Prix de Rome, verzichtete jedoch auf das Stipendium, um sich bei Ausbruch des Ersten Weltkriegs den Artists Rifles anzuschließen. Er diente in Gallipoli und an der Westfront, wurde mehrfach verwundet und mit dem Military Cross ausgezeichnet. Nach dem Krieg wurde er offizieller Kriegskünstler des britischen Informationsministeriums. Er starb 1934 in London an den Folgen einer Lungenentzündung.

## Werk

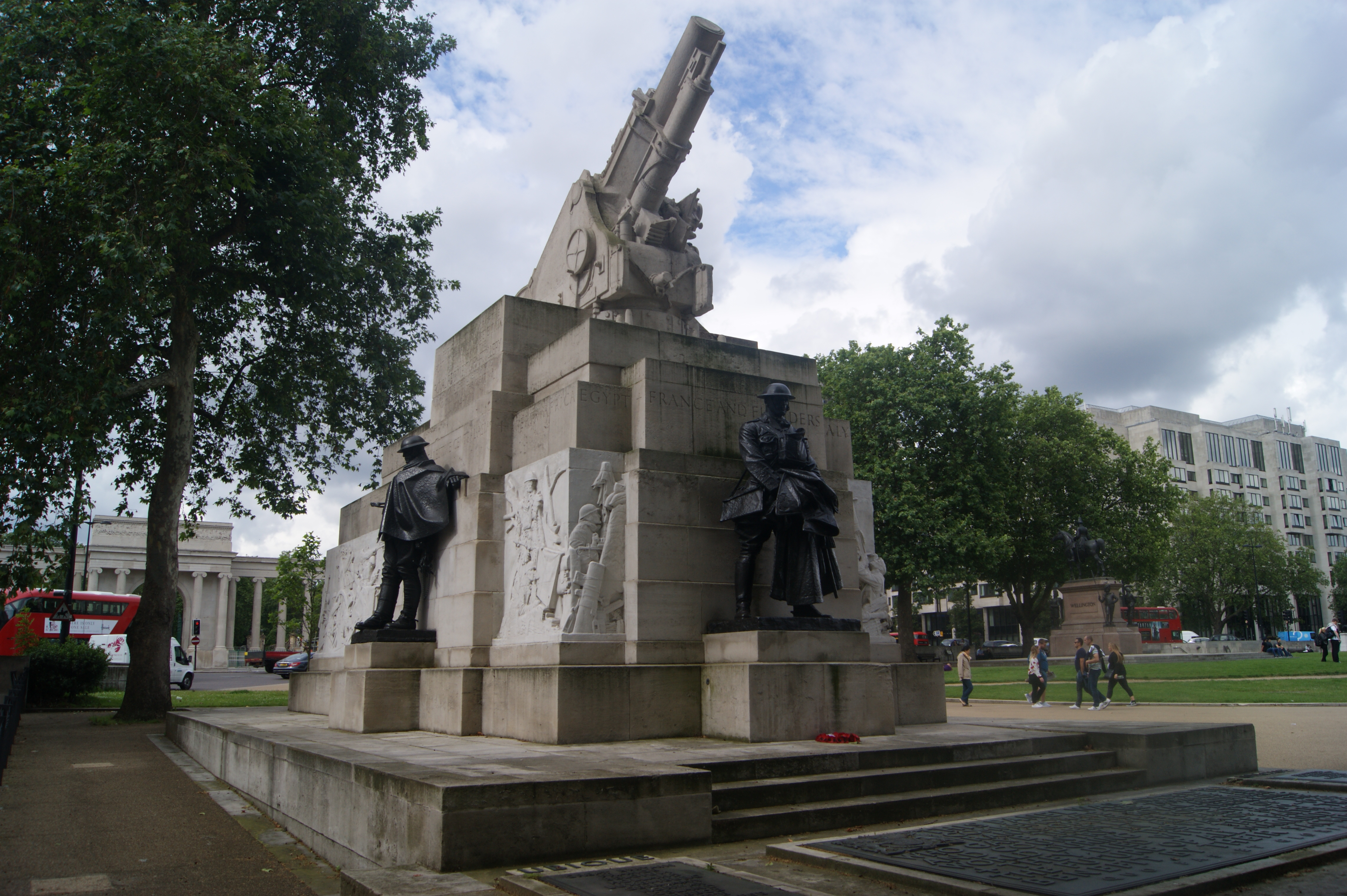
Royal Artillery Memorial, Hyde Park Corner, London

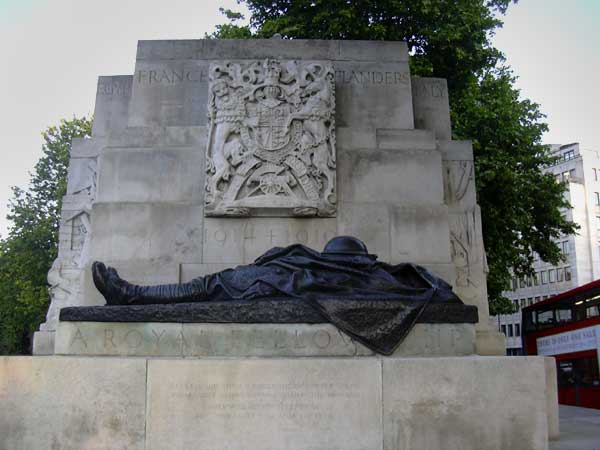
Royal Artillery Memorial, Hyde Park Corner, London (Detail)

Die Werke von Charles Sargeant Jagger zeichnen sich durch einen markanten Realismus aus, der die Härten des Krieges unverblümt darstellt. Sein bekanntestes Werk ist das Royal Artillery Memorial (1921–1925) am Hyde Park Corner in London, das wegen der Darstellung eines toten Soldaten kontrovers diskutiert, aber wegen seiner Detailtreue und Ausdruckskraft gelobt wurde. Weitere wichtige Werke sind das Great Western Railway War Memorial in der Paddington Station und das Relief No Man’s Land (1919–1920), das die Grausamkeit des Stellungskrieges zeigt. Charles Sargeant Jagger verband in seinen Skulpturen Elemente des Realismus mit einer tiefen emotionalen Ausdruckskraft, die von Künstlern wie Auguste Rodin beeinflusst war.